# Ryska militärhögskolan för fysisk kultur
Ryska militärhögskolan för fysisk kultur, grundad 1909, utgör en fakultet vid det ryska militärmedicinska universitetet i Sankt Petersburg, med uppgift att ge grundläggande officers- och specialistofficersutbildning (прапорщики) inom området fysisk träning och idrott.

## Officersutbildning
Officersutbildningen tar fem år och avslutas med en yrkesexamen i tillämpad fysisk träning. Efter avlagd examen utnämns kadetten till löjtnant och placeras i befattningar som chef för instruktörspluton, stf avdelningschef fysisk träning eller idrottslärare vid militär utbildningsanstalt.

## Specialistofficersutbildning
Specialistofficersutbildningen tar 2 år och 9 månader och avslutas med en yrkeshögskoleexamen i fysisk kultur och idrott.
Examen avläggs på en av följande inriktningar: 
- Gymnastik
- Skidåkning
- Närstrid
- Bergsklättring
- Praktiskt skytte och handgranatskastning
- Överlevnad
- Simning och lättdykning

Efter avlagd examen utnämns kadetten till fänrik (прапорщик)och placeras i tjänst som instruktör efter sin inriktning.